# Comté de Fulton (Ohio)
Pour les articles homonymes, voir Comté de Fulton.
Le comté de Fulton (en anglais : Fulton County) est un des 88 comtés de l'État de l'Ohio, aux États-Unis.
Son siège est fixé à Wauseon.

## Géographie
Selon les données du Bureau du recensement des États-Unis, le comté de Fulton  a une superficie de 1 050 km²

## Comtés limitrophes
- Comté de Lenawee, au nord, dans l'État du Michigan
- Comté de Lucas, à l'est
- Comté de Henry, au sud
- Comté de Williams, à l'ouest
- Comté de Hillsdale, au nord-ouest, dans l'État du Michigan

## Démographie
Le comté était peuplé, lors du recensement de 2000, de 42 084 habitants.